# چرمین (استان پودکارپاتسکیه)
چرمین (به لهستانی:  Czermin) یک روستا در لهستان است که در گمینا چرمین (استان پودکارپاتسکیه) واقع شده‌است. چرمین ۱٬۵۵۷ نفر جمعیت دارد.